# Take the Lead
Take the Lead (br: Vem Dançar / pt: Ritmo e Sedução) é um filme estadunidense de 2006 dirigido por Liz Friedlander e tendo um roteiro de Dianne Houston. O filme é inspirado na vida de um professor real chamado Pierre Dulaine, ao ver uma cena chocante, decide ajudar adolescentes de uma periferia, considerados "perdidos", fazendo-os terem sonhos e superarem preconceitos de uma sociedade norte-americana de classe média alta a rica.

## Sinopse
Pierre Dulaine, um professor de dança decide dar aulas em uma sociedade tida como problemática e perdida. Usando a dança de salão consegue o que nenhum outro já conseguiu: resgatar jovens do submundo e dar-lhes uma nova perspectiva de vida. Pierre ajuda no romance de Rock e de LaRhette. Os dois jovens são os mais "problemáticos". Rock "esmagou" o carro da diretora de sua escola, Augustine é irmão de um ladrão que já foi morto. Vendo essa cena, Pierre descobre que o carro é de Augustine e que ela é a diretora de um colégio na periferia e então decide se dispor a fazer um trabalho comunitário, dando aulas de dança de salão na detenção. Os alunos começam a se interessar pela dança de salão apresentada por Pierre, principalmente com a aparição de Caitlin, uma garota rica que queria aprender a dançar valsa para seu baile de debutantes e acaba indo ter aulas junto com os alunos da periferia. No final os alunos da periferia participam de um concurso de dança. Eles descobriram um novo caminho para seguirem a vida.

## Elenco
- Antonio Banderas - Pierre Dulaine
- Rob Brown - Rock
- Yaya DaCosta - LaRhette
- Alfre Woodard - Diretora Augustine James
- John Ortiz - Joe Temple
- Laura Benanti - Tina
- Jonathan Malen - Kurd
- Lauren Collirin - Caitlin
- Jasika Nicole - Egypt
- Katya Virshilas - Morgan
- Jenna Dewan - Sasha
- Marcus T. Paulk - Eddie